# Unison (programa)
Unison é um cliente (também chamado de "leitor de notícias"-newsreader) de Usenet exclusivo para Mac OS X. Desenvolvido pela firma Panic (a mesma criadora do cliente de FTP Transmit e do editor web Coda).
Conquistou o prêmio Apple Design Award 2004 na categoria "melhor experiência de usuário do Mac OS X" (Best Mac OS X User Experience) e foi o vice-campeão na categoria "melhor produto de Mac OS X" (Best Mac OS X Product) no mesmo ano. O usuário tem direito de utilizar por 15 dias a versão de teste.

## Sobre a Usenet
A Usenet foi criado por estudantes universitário em 1979 na Universidade de Duke (Carolina do Norte, EUA) e era usada principalmente para fins de discussões. A partir de um certo momento passou a suportar troca de arquivos binários e hoje é usando sobretudo para esse fim. Alguns servidores usenet cobram uma taxa mensal para isso.

## Recursos
- Upload de binários (via arrastar e soltar com um clique e criação de PAR2);
- Gerenciamento de download melhorado (pausar, reiniciar grupos, etc.);
- Suporta formato NZB;
- Binário universal;
- Streaming de MP3 direto do servidor;
- Status no dock;
- Busca rápida;
- Favoritos configuráveis (basta arrastar e soltar);
- Miniaturas de imagens e grupos (previsão e download de imagens);
- Assinaturas (por cada post);
- Configuração fácil e rápido de servidor.

## Outros clientes Usenet
- Gnus
- Outlook Express
- Windows Mail
- GrabIt